# Nagayasu Honda
Nagayasu Honda (本田 長康 Honda Nagayasu?) fue un futbolista japonés que se desempeñaba como centrocampista.
Honda jugó 4 veces para la selección de fútbol de Japón entre 1927 y 1930. Honda fue elegido para integrar la selección nacional de Japón para los Juegos del Lejano Oriente de 1927 y 1930.

## Trayectoria

### Clubes
| Club       | País  | Año  |
| ---------- | ----- | ---- |
| Waseda WMW | Japón | ???? |

### Selección nacional
| Selección | País  | Año         |
| --------- | ----- | ----------- |
| Absoluta  | Japón | 1927 - 1930 |

## Estadística de equipo nacional
| Selección de Japón | Selección de Japón | Selección de Japón |
| Año                | Part.              | Goles              |
| ------------------ | ------------------ | ------------------ |
| 1927               | 2                  | 0                  |
| 1928               | 0                  | 0                  |
| 1929               | 0                  | 0                  |
| 1930               | 2                  | 0                  |
| Total              | 4                  | 0                  |

## Palmarés

### Títulos nacionales
| Título             | Club       | País  | Año  |
| ------------------ | ---------- | ----- | ---- |
| Copa del Emperador | Waseda WMW | Japón | 1928 |